# 485
485 (CDLXXXV) fue un año común comenzado en martes del calendario juliano, en vigor en aquella fecha.
En el Imperio romano, el año fue nombrado el del consulado de Memio sin colega, o menos comúnmente, como el 1238 Ab urbe condita, adquiriendo su denominación como 485 a principios de la Edad Media, al establecerse el anno Domini.

## Acontecimientos
- Aelle de Sussex combate a los britones en el arroyo de Mearcread.
- Pedro Fullo, patriarca de Antioquía, es excomulgado por un sínodo en Roma.

## Nacimientos
- Casiodoro, político y escritor latino. (f.580).

## Fallecimientos
- Julio Nepote en Iliria, último aspirante al trono imperial romano de occidente. Fin "legal" del Imperio romano de Occidente.